# Alois Jedlička
Alois Jedlička (20. června 1912 Brno – 13. června 2000 Praha) byl český bohemista, profesor českého jazyka na Univerzitě Karlově a redaktor časopisu Naše řeč. Spolu s Bohuslavem Havránkem je autorem české mluvnice a pokračovatelem díla Jana Gebauera a Františka Trávníčka.

## Život
Narodil se sice v Brně, ale své mládí prožil v Oslavanech. Jeho otec pracoval jako průvodčí. Jeho bratr Venceslav Venceslavovič Jedlichka je pedagog, veřejný činitel, skladatel (autor smyčcového kvartetu podle opery J. Meyerbeera „Prorok“).

## Publikace
- Josef Jungmann a obrozenská terminologie literárně vědná a linguistická, 1948
- Česká mluvnice – základní jazyková příručka, 1951, spolu s Bohuslavem Havránkem
- Stručná mluvnice česká pro střední školu, 1952, spolu s Bohuslavem Havránkem
- Základy české stylistiky, 1970
- Spisovný jazyk v současné komunikaci, 1974